# Lellingen
Lellingen (en luxemburguès:  Lellgen; en alemany: Lellingen) és una vila de la comuna de Kiischpelt  situada al districte de Diekirch del cantó de Wiltz. Està a uns 42 km de distància de la ciutat de Luxemburg.